# Czkałowo (obwód północnokazachstański)
Czkałowo (kaz. i ros. Чкалово) – wieś w północnym Kazachstanie, w obwodzie północnokazachstańskim, w rejonie Tajynsza, siedziba administracyjna okręgu wiejskiego Czkałow (należą do niego także wsie Nowobieriozowka i Pietrowka). W 2009 roku liczyła 3274 mieszkańców.
Miejscowość została założona w 1936 roku jako tzw. toczka (punkt) przeznaczona dla specjalnych przesiedleńców – ludności polskiej oraz niemieckiej
deportowanej z obwodu żytomierskiego na Ukrainie oraz z rejonów tzw. Marchlewszczyzny i Dzierżowszczyzny.
Jedno ze skupisk Polaków w Kazachstanie. Działa tu Dom Kultury Polskiej w Czkałowie, parafia rzymskokatolicka pw. św. Apostołów Piotra i Pawła oraz ma swoją siedzibę wydawnictwo Kwartalnika Polonii w Kazachstanie „Głos Polski”.